# Зірочки азовські
Зірочки азовські, зірочки приазовські (Gagea maeotica) — вид трав'янистих рослин родини лілійні (Liliaceae), поширений у Східній Європі.

## Опис
Багаторічник, 6–12 см. Квітконіжка й зовнішні листочки оцвітини голі. Підсуцвітних листків 2, при основі по краях розсіяно-війчасті. Суцвіття з 1–4 квіток; листочки оцвітини 10–15 мм довжиною.

## Поширення
Європа: пд.-зх. Росія, Україна.
В Україні зростає на степових схилах — у півд. і півд.-сх. ч. Степу.